# NGC 4759A
NGC 4759A (NGC 4776) je lećasta galaktika u zviježđu Djevici. Naknadno je utvrđeno da je NGC 4776 ista galaktika.

## Vanjske poveznice
- (engl.) SEDS: NGC 4759
- (engl.) Revidirani Novi opći katalog
- (engl.) Izvangalaktička baza podataka NASA-e i IPAC-a
- (engl.) Astronomska baza podataka SIMBAD
- (engl.) VizieR